# 一日市場村
一日市場村（ひといちばむら）は、かって岐阜県本巣郡にあった村である。
現在の岐阜市一日市場などに該当する。村名は、毎月1日、11日、21日に市が行われたことに由来するという。
一日市場村発足時は方県郡であったが、郡の合併で本巣郡の村となっている。

## 歴史
- 1875年（明治8年） - 一日市場村と小島村が合併し、一日市場村となる。
- 1889年（明治22年）7月1日 - 町村制により、一日市場村発足。
- 1897年（明治30年）4月1日[2] - 方県郡が分割され、一日市場村は本巣郡の村となる。
- 1897年（明治30年）4月1日 - 河渡村、寺田村、曽我屋村と合併して合渡村発足。同日一日市場村は廃止。